# アン・コールター
アン・ハート・コールター（Ann Hart Coulter、1961年12月8日 - ）は、アメリカ合衆国の女性弁護士、保守系政治解説者、著作家、コラムニストである。政治解説者として多くのテレビ番組、ラジオ番組、イベントに出演している。また、多くの著書があり、いずれも『ニューヨーク・タイムズ』のベストセラー書籍リストにランクされた。
また、彼女は2010年アメリカのタイム誌の「最も影響力のある100人」にも選ばれている。
身長が6'0"（183cm）でスーパーモデル並みの長身細身であり、人種差別的な発言を含むなどの過激なトークとは裏腹に、出演番組で魅せる細くて長い脚、長い金髪と青い目といったそのあまりにも美しい容貌から「共和党右派のバービー」と呼ばれている。

## 主張
ビル･クリントン政権下におけるモニカ・ルインスキーのスキャンダル事件で保守系マスコミの番組でクリントン政権を激しく批判し、頭角を現した。その後も多数のマスコミに登場し、辛口トークで視聴者から人気がある。
基本的スタンスは保守であり民主党およびリベラルを国賊呼ばわりしている。「民主党は歴史的に共産主義の浸透に対して甘く、国の方向をあやまったからである」としている。ジョセフ・マッカーシーのいわゆる「赤狩り」活動で名前の挙がった人物の多く（例えば国務長官補佐のハリー・ホワイト）がソ連のスパイであったことがソ連国家保安委員会の秘密ファイルベノナ文書によって明らかになったことを記した。著書「リベラルたちの背信」（草思社）ではマッカーシーの名誉回復を試みる。第二次世界大戦中フランクリン・ルーズベルト大統領（民主党）がエドガー・フーバーFBI長官の反対にもかかわらず西海岸の日系アメリカ人を強制収容所に送ったことを激しく非難している。ロナルド・レーガン大統領を信奉し、ジミー・カーター大統領を史上最低の大統領とする。
過激な発言でも有名で、9.11の直後に書いた評論で幾つかのアラブ諸国で民衆がテレビカメラの前で歓声をあげていることに言及し「彼らの国を侵攻し、指導者層を殺し、彼等をキリスト教徒に改宗させるべきだ。我々はヒトラーとその側近だけを処罰することに腐心したわけではない。ドイツの町々を絨毯爆撃にかけた。我々は民間人を殺している。あれは戦争であったのだ。そしてこれは戦争である（We should invade their countries, kill their leaders and convert them to Christianity. We weren't punctilious about locating and punishing only Hitler and his top officers. We carpet-bombed German cities; we killed civilians. That's war. And this is war.）」と述べ、暗にアラブの国々への無差別爆撃を支持した。
近刊 Godless の中でアメリカ同時多発テロ事件で夫を失った主婦4人が雑誌PLAYBOYに自身の写真を掲載し、リベラルな立場を宣伝している事に対して「彼女らは夫の悲劇をうまく利用（enjoy）している」とコメントして物議をかもした。
2004年アメリカ合衆国大統領選挙で民主党副大統領候補であったジョン・エドワーズ議員を「同性愛者」などと罵倒し、エドワーズ夫人からニュースの生放送中に抗議の電話を入れられたこともあった。
2008年アメリカ合衆国大統領選挙では共和党の前マサチューセッツ州知事ミット・ロムニーを支持していた。そのロムニーを破り、共和党の指名獲得をほぼ手中にしたジョン・マケイン上院議員に対しては、リベラルな不法移民合法化政策など社会政策で同意できないとして、不支持の考えを示した。ただ、自身が支持していたロムニーが副大統領候補に起用された場合は支持するとした。その後もマケインの政策に賛同できかねると、「マケインを当選させるくらいならヒラリーを当選させた方がマシ」と発言したが、あまりに過激な論調のためこの発言は保守派からも叩かれることになった。講演会などではしばしばパイを投げつけられたりするような攻撃に見舞われているという。

## 著作

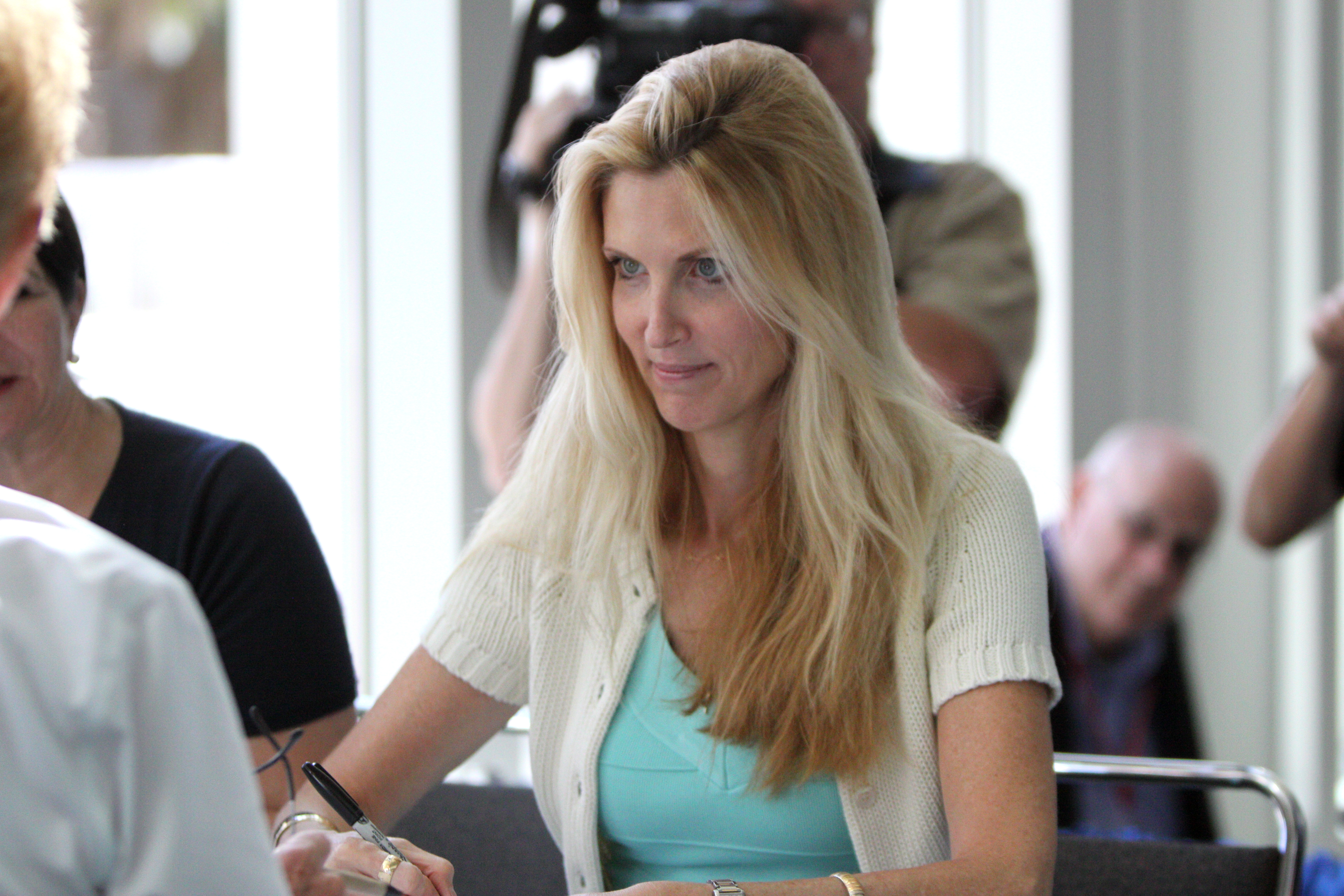
保守政治行動会議 で出版本のサインに応じるアン・コールター（2011年）

- High Crimes and Misdemeanors:The Case Against Bill Clinton (August 1998)（重大な犯罪と不品行：ビル・クリントン裁判［アメリカ合衆国憲法の大統領・副大統領罷免に関する条項にある文言からとられている］）
- Slander: Liberal Lies About the American Right (June 2002)（中傷：リベラルはアメリカ人の権利について嘘をついている）
- Treason: Liberal Treachery From the Cold War to the War on Terrorism (June 2003)
  - （日本語訳）栗原百代訳『リベラルたちの背信 : アメリカを誤らせた民主党の60年』草思社、2004年9月 ISBN 978-4794213457
- How to Talk to a Liberal (If You Must) (October 2004)（リベラルと話す方法（必要に迫られた時に））
- Godless: The Church of Liberalism (June 2006)（神への不敬：リベラリズムの教会）
- If Democrats Had Any Brains, They'd Be Republicans (October 2007)（もし民主党員に少しでも脳ミソがあったら共和党員になっているはずよ）
- Guilty: Liberal "Victims" and Their Assault on America (疚しい:リベラリズムの被害妄想とそのアメリカへの攻撃)